# هورست هيرولد
هورست هيرولد (بالألمانية: Horst Herold)‏ (و. 1923 – 2018 م) هو محامي ألماني، ولد في زونهبرغ، كان عضوًا في الحزب الديمقراطي الاجتماعي الألماني، توفي في نورنبرغ، عن عمر يناهز 95 عاماً.

## جوائز
حصل على جوائز منها:
- الصليب الأكبر من وسام استحقاق جمهورية ألمانيا الاتحادية.

## وصلات خارجية
- هورست هيرولد على موقع IMDb (الإنجليزية)
- هورست هيرولد على موقع مونزينجر (الألمانية)
- هورست هيرولد على موقع ميوزك برينز (الإنجليزية)
- هورست هيرولد على موقع ديسكوغز (الإنجليزية)
- هورست هيرولد في قاعدة بيانات الأفلام على الإنترنت